# Myiothlypis chrysogaster
Myiothlypis chrysogaster é uma espécie de ave da família Parulidae.
Pode ser encontrada nos seguintes países: Bolívia, Colômbia, Equador e Peru.
Os seus habitats naturais são: florestas subtropicais ou tropicais húmidas de baixa altitude, regiões subtropicais ou tropicais húmidas de alta altitude e florestas secundárias altamente degradadas.